# Mariana Maggio
Mariana Maggio es una pedagoga, educadora y escritora argentina, especializada en tecnología educativa. Es autora de diversos libros sobre esa especialidad, de los cuales se descatacan Educación en pandemia (2021), Reinventar la clase en la universidad (2018) y Enriquecer la enseñanza (2012).

## Formación académica
Es Licenciada en Ciencias de la Educación, Especialista y Magíster en Didáctica y Doctora en Ciencias de la Educación de la Universidad de Buenos Aires.

## Trayectoria
Se desempeñó como Secretaria Académica de la Maestría en Didáctica de la Facultad de Filosofía y Letras entre los años 1998 y 2000.
Fue Subcoordinadora del Programa Nacional de Formación Docente y Coordinadora del Proyecto Polos de Desarrollo del Ministerio de Educación, en los años 2000 y 2001.
Trabajó como asesora pedagógica de Fundación Telefónica para el desarrollo de EducaRed en Argentina entre 2002 y 2004.
En el marco del Instituto de Investigaciones en Ciencias de la Educación de la Facultad de Filosofía y Letras, desde el año 2018, dirige un proyecto de investigación titulado “El re-diseño de prácticas de la enseñanza en escenarios de alta disposición tecnológica y en el marco de colectivos, comunidades e instituciones”.
A partir de 2020, forma parte del Consejo Nacional de Calidad de la Educación de Argentina, como consejera por la comunidad académica y científica.
Actualmente, se desempeña como Profesora Titular Regular de la materia "Educación y Tecnologías" del Departamento de Ciencias de la Educación, y como Directora de la Maestría y Carrera de Especialización en Tecnología Educativa, en la Facultad de Filosofía y Letras.

## Publicaciones
- 2022, Híbrida. Enseñar en la universidad que no vimos venir.

- 2021, Educación en pandemia. Guía de supervivencia para docentes y familias.
- 2018, Reinventar la clase en la universidad.
- 2014, Homenaje a Edith Litwin.
- 2012, Enriquecer la enseñanza: Los ambientes con alta disposición tecnológica como oportunidad.
- 2012, Creaciones, experiencias y horizontes inspiradores. La trama de Conectar Igualdad.
- 2005, Tecnologías en las aulas. Casos para el análisis.
- 1994, La Educación a Distancia en los 90.